# 京都市立西大路小学校
京都市立西大路小学校（きょうとしりつ にしおおじしょうがっこう）は、京都府京都市下京区七条御所ノ内西町にある公立小学校。

## 沿革
- 1967年（昭和42年）4月1日 - 京都市立七条小学校から分離して開校[1]。

## 卒業後の進路
卒業後は基本的に京都市立七条中学校に進学する。

## 通学区域が隣接している学校
- 京都市立七条小学校
- 京都市立七条第三小学校
- 京都市立西京極小学校
- 京都市立祥豊小学校